# Gibberrhynchium gibber
Gibberrhynchium gibber är en stekelart som beskrevs av Gusenleitner 2002. Gibberrhynchium gibber ingår i släktet Gibberrhynchium och familjen Eumenidae. Inga underarter finns listade i Catalogue of Life.